# Trądzik chlorowy
Trądzik chlorowy (łac. chloracne) – dermatologiczny zespół chorobowy związany z ekspozycją na dioksyny.
Toksyczne działanie polichlorowanych dibenzo-p-dioksyn na skórę polega na hiperkeratozie i hiperplazji naskórka, hiperkeratozie mieszków włosowych oraz zaburzeniu funkcji i budowy gruczołów łojowych.
Skóra twarzy i małżowin usznych jest nieregularnie wzniesiona, na niej stwierdza się występowanie licznych zaskórników, tworzących stwardniałe skupienia i zgrubienia. Gruczoły łojowe są poszerzone, ich ujścia są zaczopowane przez masy rogowo-łojowe; istnieje tendencja do tworzenia torbieli łojowo-rogowych.
Objawy tego typu ujawniają się po kilku miesiącach ekspozycji na dioksyny.